# Siekierezada
Siekierezada é um filme de drama polonês de 1986 dirigido e escrito por [[]]. Foi selecionado como representante da Polônia à edição do Oscar 1987, organizada pela Academia de Artes e Ciências Cinematográficas.

## Elenco
- Edward Zentara - Janek Pradera
- Ludwik Pak - Peresada
- Daniel Olbrychski - Michal Katny
- Ludwik Benoit - Wasyluk
- Wiktor Zborowski - Batiuk
- Krzysztof Majchrzak - Kaziuk
- Franciszek Pieczka - Forester